# Gut Klein-Engershausen

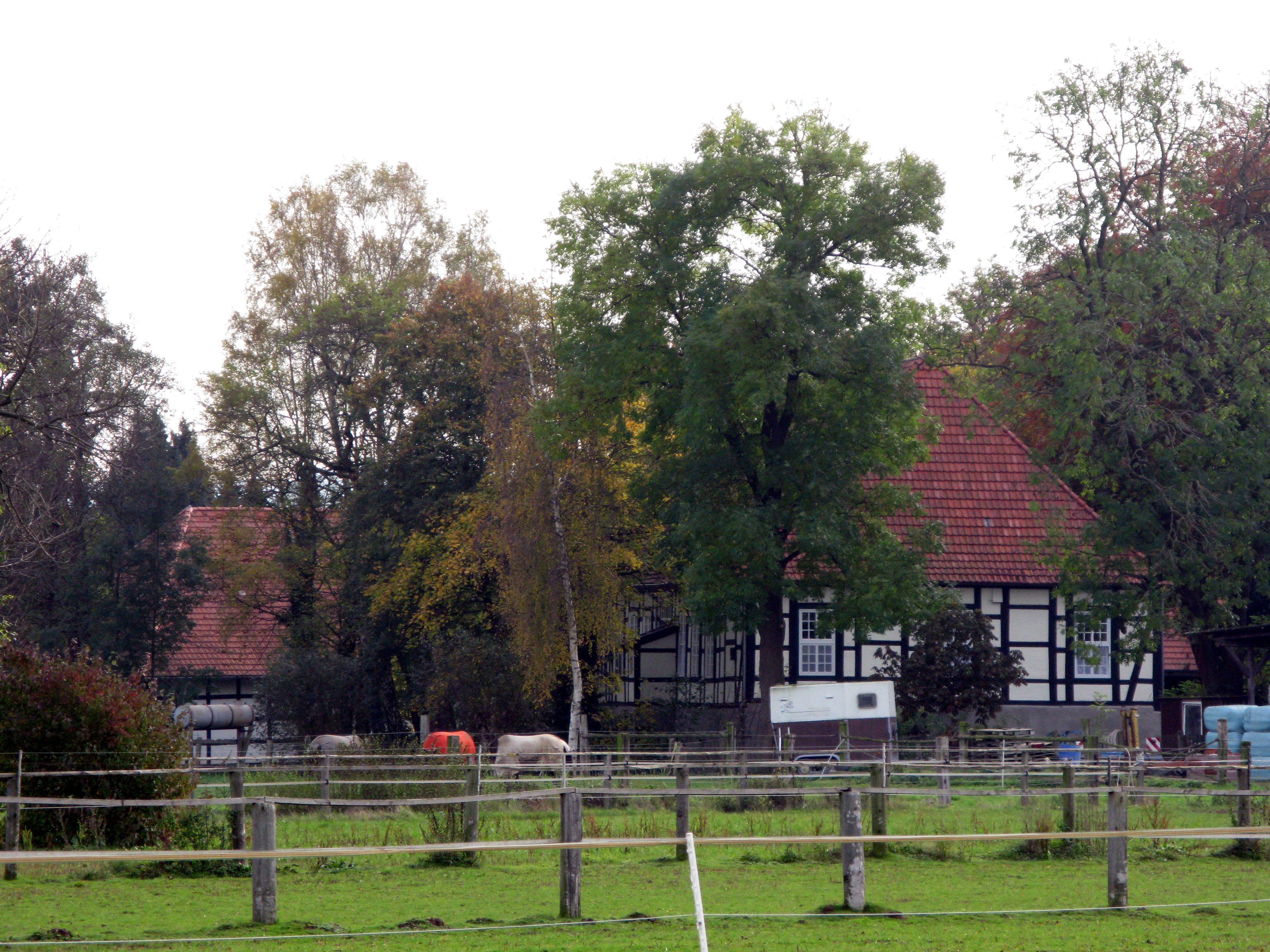
Gut Klein-Engershausen

Gut Klein-Engershausen (selten auch: Ober-Engershausen) ist ein Herrensitz in Preußisch Oldendorf-Engershausen, Nordrhein-Westfalen. In der Nähe liegt Gut Groß-Engershausen.
Die Anfänge des Gutes liegen im Dunkeln. Vermutlich wurde Klein-Engershausen aber deutlich vor Groß-Engershausen bereits im 14. Jahrhundert am Nordrand des Dorfes erbaut. Wahrscheinlich ist die Entwicklung aus einem Bauernhof heraus. Umgeben ist das Herrenhaus des nah beim heutigen Dorfkern gelegene Gutes von einer Gräfte. Außenliegend ist der Wirtschaftshof an der Engershauser Straße. Das von einem kleinen Park umrahmte Herrenhaus wurde 1753 als eingeschossiger Fachwerkbau mit hohem Walmdach neu erbaut. Ob Groß- und Klein-Engershausen jemals denselben Besitzer aufwiesen, ist unklar. Manche Quellen sprechen davon, andere Quellen nennen Johann von Sloer, der beide Güter um 1491 besessen haben soll. Als weitere Besitzer des Gutes, das sich auch heute noch in Privatbesitz befindet, werden neben dem von Sloer, die von Hasfurts sowie die Herren und Freiherren von Venningen erwähnt.